# Ramon Arroyo Prieto
Pour les articles homonymes, voir Prieto.
 (février 2021).
Ramon Arroyo Prieto, né à Bilbao en 1971 est un athlète basque, diagnostiqué avec une sclérose en plaques, dont l'histoire a été adaptée en film en 2016 (100 Mètres).

## Biographie
Après 2004, il fut diagnostiqué porteur de la sclérose en plaques et le premier médecin neurologue qui l'a traité lui dit qu'il ne pourra pas courir 100 mètres, il s'est rebellé contre la maladie et ne resta pas fermé à la maison; au contraire, il lui a été proposé de débuter un entraînement afin de pouvoir relever divers défis personnels dans le monde de l'athlétisme.  Après quatre ans de déni, il a commencé à voir la réalité différemment, quand il a décidé de courir ses 100 premiers mètres, de la maison à la station de métro, ce qui a fini par être le début d'une passion qui l'a amené à terminer un Ironman.  Encouragé par son ami et entraîneur, Julio Castells, il a essayé le triathlon et était «accro». En raison de ses problèmes physiques, combiner la course à pied avec la natation et le cyclisme était très bénéfique, car cela évitait la surcharge musculaire. Il a commencé à faire ses débuts avec de courtes distances, mais a rapidement évolué vers de longues distances. C'est ainsi qu'en 2013 à Calella , il a réussi à terminer un Ironman (une épreuve athlétique composé de 3,86 kilomètres de natation, 180 kilomètres de vélo et 42,2 kilomètres de course à pied). 
Trois ans après avoir surmonté ce défi, en 2016, son histoire de dépassement personnel a inspiré le film 100 Mètres , du réalisateur Marcel Barrena et avec Dani Rovira , Alexandra Jiménez et Karra Elejalde , dans le but de normaliser cette maladie dégénérative. Ce film et l'histoire de Ramon Arroyo Prieto ont été diffusés dans le monde entier. En Espagne, il est sorti dans les salles de cinéma, mais dans le reste du monde, il a été distribué par Netflix pour une exploitation internationale.  Son histoire a donné une visibilité à une maladie aussi mal connue que la sclérose en plaques.

## Publication
- (es) Rendirse no es una opción: La emocionante historia de superación llevada al cine, 2016[1] .